# インドラ・ラージャ・ラクシュミー・デビー
インドラ・ラージャ・ラクシュミー・デビー（Indra Rajya Lakshmi Devi, 1924年7月25日 - 1950年9月4日）は、ネパール王国の第9代君主マヘンドラ・ビール・ビクラム・シャハの王太子時代の妃。

## 生涯
1924年7月25日、ラナ家の一員ハリ・シャムシェル・ジャンガ・バハドゥル・ラナの娘として、カトマンズで生まれた。
1940年5月8日、ネパール王太子マヘンドラ・ビール・ビクラム・シャハとカトマンズのナラヤンヒティ宮殿で結婚した。
1950年9月4日、マヘンドラに先立って、ナラヤンヒティ宮殿で死亡した。その2年後、妹のラトナ・ラージャ・ラクシュミー・デビーがマヘンドラに嫁いだ。